# Robert (poupée)
 (novembre 2024).
La mise en forme du texte ne suit pas les recommandations de Wikipédia : il faut le « wikifier ».
Les points d'amélioration suivants sont les cas les plus fréquents. Le détail des points à revoir est peut-être précisé sur la page de discussion.
- Les titres sont pré-formatés par le logiciel. Ils ne sont ni en capitales, ni en gras.
- Le texte ne doit pas être écrit en capitales (les noms de famille non plus), ni en gras, ni en italique, ni en « petit »…
- Le gras n'est utilisé que pour surligner le titre de l'article dans l'introduction, une seule fois.
- L'italique est rarement utilisé : mots en langue étrangère, titres d'œuvres, noms de bateaux, etc.
- Les citations ne sont pas en italique mais en corps de texte normal. Elles sont entourées par des guillemets français : « et ».
- Les listes à puces sont à éviter, des paragraphes rédigés étant largement préférés. Les tableaux sont à réserver à la présentation de données structurées (résultats, etc.).
- Les appels de note de bas de page (petits chiffres en exposant, introduits par l'outil «  Source ») sont à placer entre la fin de phrase et le point final[comme ça].
- Les liens internes (vers d'autres articles de Wikipédia) sont à choisir avec parcimonie. Créez des liens vers des articles approfondissant le sujet. Les termes génériques sans rapport avec le sujet sont à éviter, ainsi que les répétitions de liens vers un même terme.
- Les liens externes sont à placer uniquement dans une section « Liens externes », à la fin de l'article. Ces liens sont à choisir avec parcimonie suivant les règles définies. Si un lien sert de source à l'article, son insertion dans le texte est à faire par les notes de bas de page.
- La présentation des références doit suivre les conventions bibliographiques. Il est recommandé d'utiliser les modèles {{Ouvrage}}, {{Chapitre}}, {{Article}}, {{Lien web}} et/ou {{Bibliographie}}. Le mode d'édition visuel peut mettre en forme automatiquement les références.
- Insérer une infobox (cadre d'informations à droite) n'est pas obligatoire pour parachever la mise en page.

Pour une aide détaillée, merci de consulter Aide:Wikification.
Si vous pensez que ces points ont été résolus, vous pouvez retirer ce bandeau et améliorer la mise en forme d'un autre article.
 (novembre 2024).
Le contenu est difficilement compréhensible vu les erreurs de traduction, qui sont peut-être dues à l'utilisation d'un logiciel de traduction automatique.
Pour les articles homonymes, voir Robert.

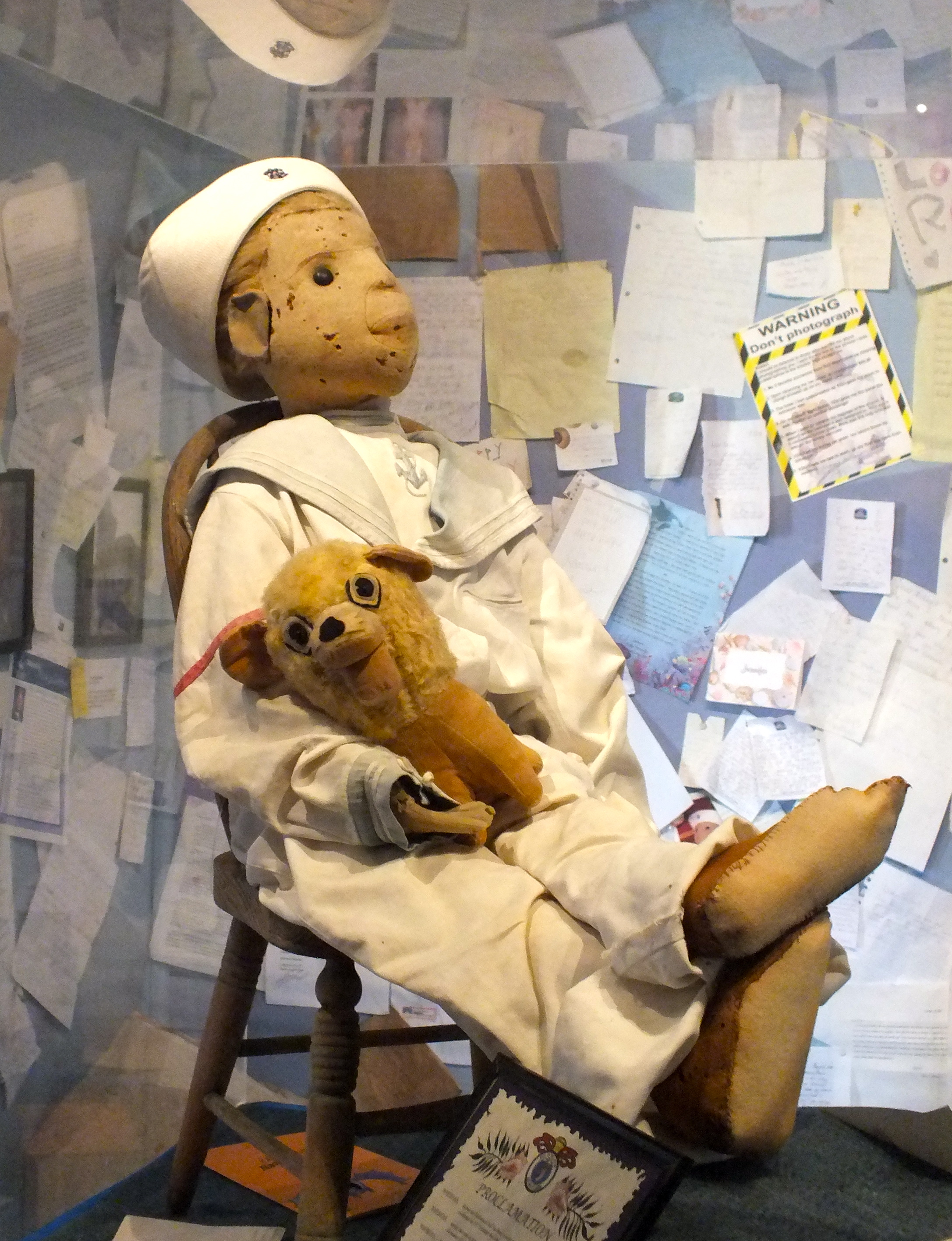
Robert la poupée photo de 2011

Robert, également connu comme Robert la poupée,,,, ou encore Robert la poupée enchantée, est une poupée ayant appartenu au peintre et auteur de Key West, Robert Eugene Otto. La poupée est prétendument possédée par des esprits, ce qui la nimbe d'une réputation particulièrement terrifiante,. Robert a inspiré Chucky, la poupée du film d’horreur de 1988 Child’s Play, ainsi que le film de 2015 Robert: The Possessed Doll, et ses quatre autres films.
La poupée se trouve actuellement au musée de Key West.[réf. nécessaire]

## Histoire
La poupée appartenait à Robert Eugene Otto, un artiste décrit comme "excentrique", qui faisait partie d'une famille influente de Key West. Le fabricant de la poupée était la société allemande Steiff, elle a été achetée par le grand-père de Otto durant un voyage en Allemagne en 1904, comme cadeau pour son anniversaire. L'uniforme de marin de la poupée est probablement un costume que Otto portait quand il était enfant,
La poupée est restée entreposée dans la maison de la famille Otto, au 534 Eaton Street à Key West, alors que Otto étudiait l'art à New York et à Paris. Otto se marie avec Annette Parker à Paris le 3 mai 1930. Le couple part vivre dans la famille de Otto à Key West, jusqu'à sa mort en 1974. Son épouse mourut deux années plus tard,.  À la mort du couple, la maison de Eaton Street qui abritait la poupée est vendue à Myrtle Reute, qui en est propriétaire pendant une vingtaine d'années,, puis elle de nouveau vendue et transformée en Guest house.
En 1994, la poupée est offerte au Musée d'East Martello de Key West, en Floride, et convertie en attraction touristique,

## Légende
Selon la légende, la poupée a des pouvoirs surnaturels qui lui permettent de se déplacer, changer l'expression de son visage et émettre des ricanements. Quelques versions de la légende affirment qu’une fille « d’origine bahamienne » a donnée la poupée à Otto comme cadeau ou comme « vengeance d’une mauvaise action qu’ils lui ont faite ». D'autres versions affirment que la poupée bouge comme une poupée vaudou dans l’air à l’intérieur de la pièce et qu’il « était conscient de ce qui se passait autour de lui » [pas clair]. Par ailleurs, d'autres rumeurs affirment que la poupée a "disparu" après que la maison a changé de propriétaire à la mort de Otto,.

## État actuel
Actuellement, la poupée est dans le musée de Key West.
La poupée est transférée annuellement à la Vieja Oficina de Correos y Aduana chaque octobre
La poupée a été montrée au Taps CON, une convention sur le paranormal à Clearwater en mai 2008. Ce fut la première fois qu'elle sortait de Key West, en ses 104 ans d'existence.
En octobre 2015, la poupée a été à Las Vegas pour apparaitre dans le programme de télévision Zak Bagans: Mystery Mansion.
En 2015, le film d'horreur intitulé Robert, basé librement sur la légende. En 2016, Créée  la seconde partie, intitulé The Curse of Robert the Doll., Sa suite, intitulé Toymakeren 2017. La troisième partie The Revenge of Robert the Doll, en 2018 . La quatrième partie Robert Reborn, en 2019.
La poupée, dont une réplique est vendue dans la boutique de souvenirs du Musée East Martello, est apparue dans la deuxième saison de Ozzy & Jack's World Detour .
La poupée est aussi évoquée dans un épisode de la série télévisée et du podcast Mythes et Croyances.